# Nadine Krause
Nadine Krause (n. 25 martie 1982, în Waiblingen) este o fostă handbalistă germană care a jucat la clubul TSV Bayer Leverkusen pe postul de intermediar stânga. Ea și-a făcut debutul în echipa de senioare a Germaniei în 1999, la vârsta de 17 ani. Krause a fost cea mai bună marcatoare la Campionatul Mondial din 2005 și a fost votată Cel mai bun jucător al anului-IHF în 2006.

## Palmares
Echipa națională
- Campionatul Mondial:
  -  Medalie de bronz: 2007

Club
- Cupa Cupelor EHF:
  -  Câștigătoare: 2009

- Cupa Challenge EHF:
  -  Câștigătoare: 2005

- Cupa Danemarcei:
  -  Câștigătoare: 2010

- Cupa Germaniei:
  -  Câștigătoare: 2002

## Distincții individuale
- Cel mai bun jucător al anului-IHF: 2006
- Cea mai bună handbalistă germană a anului: 2005, 2006
- Interul stânga al All-Star Team la Campionatul European: 2004
- Jucătoarea sezonului în Bundesliga: 2004–05, 2005–06, 2006–07[3]
- Cea mai bună marcatoare la Campionatul Mondial: 2005
- Cea mai bună marcatoare la Campionatul European: 2006
- Cea mai bună marcatoare în Bundesliga: 2005, 2006
- Cea mai bună marcatoare în Damehåndboldligaen: 2008